# نجم سري
نجم سري (بالإنجليزية: Secret Superstar)‏ هو فلم موسيقي، وفيلم دراما أُصدر في 18 أكتوبر 2017، في الهند، والولايات المتحدة. الفيلم من إخراج Advait Chandan ‏.

## القصة
تقع أحداث القصة حول فتاة صغيرة تحلم أن تصبح رمزا للغناء أمام العالم فيتم منعها بسبب والدها الذي لا يفكر سوى أن يدرسها ويزوجها برجل أكبر منها فتقوم الفتاة بزيارة نجم مشهور في مدينة أخرى عند ذهابها إلى مدرسة بمساعدة صديقها الذي بعمرها وتبدأ الغناء سرًا وفي يوم واحد تشتهر إلى أن تذهب مع والدتها إلى حوائل وتهديها موالي تكون المغنية جائزتها.

## طاقم التمثيل
- زايرا وسيم
- Raj Arjun [الإنجليزية]‏
- Shaan (singer) [الإنجليزية]‏
- ميهار فيج
- عامر خان
- منالي ثاكور

## وصلات خارجية
- نجم سري على موقع IMDb (الإنجليزية)
- نجم سري على موقع روتن توميتوز (الإنجليزية)
- نجم سري على موقع ألو سيني (الفرنسية)
- نجم سري على موقع أول موفي (الإنجليزية)
- نجم سري على موقع بوكس أوفيس موجو (الإنجليزية)
- نجم سري على موقع قاعدة بيانات الفيلم (الإنجليزية)
- نجم سري على موقع ليتربوكسد (الإنجليزية)
- نجم سري على موقع كينوبويسك (الروسية)